# ماتسويشي يامادا
ماتسويشي يامادا (باليابانية: 山田 松市) (مواليد 21 فبراير 1961)، هو لاعب كرة قدم ياباني سابق كان يلعب كلاعب وسط.

## وصلات خارجية
- J.League Data Site (باليابانية)